# Секст Квинтилий Вар (квестор)
Секст Квинти́лий Вар (лат. Sextus Quinctilius Varus; казнён в октябре 42 года до н. э., Филиппы, провинция Македония, Римская республика) — римский военный деятель из патрицианского рода Квинтилиев, квестор 49 года до н. э. Участник гражданских войн 40-х гг. до н. э.

## Биография
Секст Квинтилий, предположительно, приходился родным сыном претору 57 года до н. э. того же имени. По-видимому, его сестрой была Квинтилия, вышедшая замуж за Гая Лициния Макра Кальва и скоропостижно умершая в 54 или 53 году до н. э.
В 49 году до н. э. Секст Квинтилий Вар — квестор; под началом Луция Домиция Агенобарба участвовал в гражданской войне на стороне Гнея Помпея. В середине февраля этого года попал в плен к Гаю Юлию Цезарю при взятии последним Корфиния, но был отпущен. После этого в Африке пытался переманить у Гая Скрибония Куриона состоящее из бывших солдат Помпея войско на сторону контролировавшего ранее провинцию Публия Аттия Вара.
После вероломного убийства диктатора, Секст в 42 году до н. э. участвовал в битве при Филиппах на стороне республиканцев Марка Юния Брута и Гая Кассия Лонгина. Видя поражение своих солдат, приказал вольноотпущеннику убить себя.

## Потомки
Квинтилий в браке с неизвестной имел сына, ставшего впоследствии консулом вместе с пасынком императора Августа и погибшего в Тевтобургском лесу, и трёх дочерей. Первая из них (ок. 55 — после 20 до н. э.) была выдана замуж за Секста Аппулея, ординарного консула 29 года до н. э. (мать Аппулеи и Секста, консула 14 года); вторую (ок. 50 — после 26 до н. э.) взял в жёны Луций Нонний Аспренат (мать консула-суффекта 6 года, и Секста Нония Квинтилиана); младшая же (ок. 45 — после 24 до н. э.) стала супругой претора Долабеллы и матерью консула 10 года.